# Arnaud Lepont
 (octobre 2015).
 (septembre 2017).
Arnaud Lepont est un combattant professionnel français de MMA. Il a commencé les sports de combats par le karaté quand il avait cinq ans ; plus tard il devient champion de France de pancrace. Dans le passé il a combattu pour le Gods of War, qui est une promotion basée en Europe, où il obtient la ceinture des poids Welter. Il se bat actuellement dans des organisations du Sud-est de l'Asie

## Carrière
Arnaud s'est entraîné au Vietnam, en Thaïlande et en Malaisie. Il est maintenant membre de la team Muayfit aux côtés de Peter Davis et Eric Kelly. Arnaud a signé avec la promotion Thaïlandaise DARE et fait ses débuts en septembre 2011, en battant le combattant Malaisien Jian Kai Chee et va en quart de finale du tournoi des Weltereweight.
Après avoir signé en Thaïlande Jian Kai Chee devient son partenaire d'entrainement.
Le 17 mars 2012, Arnaud défait le Polonais encore invaincu Krzysztof Hajtalowicz  par une guillotine au premier round. Ce quart de finale lui permet d'aller en demi-finale du tournoi des Welterweight.
Le 23 juin 2012, Arnaud défait le sud-coréen Brian Choi au ONE Fighting Championship: Destiny of Warriors par soumission dans le troisième round. Il est le premier combattant à avoir arrêté Brian Choi avant la limite et puis il est aussi le premier à le soumettre.
En raison de sa victoire au ONE FC, le célèbre brésilien Suyan Queiroz ceinture noire de jiu-jitsu brésilien quatrième dan, lui donne la ceinture violette en JJB.
Arnaud est le premier Français à se battre et à gagner dans le main event d'une organisation majeure en Asie. De plus, il est le premier combattant à avoir un obtenu un carton jaune avant le début du combat et de remporter la rencontre (un carton jaune est égal à une baisse de 10 % de la note des juges au décompte).
Après sa victoire au ONE FC, il demande de rencontrer son idole Shinya Aoki. Le 16 août 2012 l'organisation annonce un super fight entre Aoki et Arnaud à l’événement  ONE Fighting Championship: Rise of Kings  le 6 octobre 2012 à Singapour. Arnaud perd contre son idole par soumission dans le premier round.
Arnaud rencontre le 5 avril 2013 Eddie "The Magician" NG au ONE FC et perd par soumission. Arnaud a prévu un retour à 66 kilos au ONE FC cette année.
Lepont quitte le team MuayFit et devient l’entraîneur en chef de l’équipe Trex a Puchong-Sunway en Malaisie. En janvier 2014, Arnaud se rapproche de la marque française de Mixed Martial Arts, la Veuve Noire, Spider Instinct et signe avec la marque. The Game fait son retour lors de OneFC 14 face à l'ancien champion du monde, Kotetsu "No Face" Boku. Le combat se solve par une défaite de Lepont par KO. Au vu de la vidéo, le combat est arrêté après des frappes illégales derrière la nuque, mais la décision ne sera pas changée.
The Game décide de prendre un peu de temps pour se rapprocher de sa famille et s'installe au Vietnam. Il rejoint alors le Team SSC et devient par conséquent entraîneur au sein du gym courant Mai 2014. Son Professeur et légende vivante de BJJ en France et Europe, Gael "Fox" Coadic (élève de Mauricio Robbe de Almeida) lui remet sa ceinture Marron de BJJ.
Arnaud fait alors un retour fracassant lors de OneC (One FC devient One C courant 2014) en battant Suasday Chau dans le premier round par TKO.
De retour au Vietnam, The Game signe avec la marque de Fitness « California Fitness and Yoga Centers ». Il rejoint alors leur équipe d'entraineurs et déménage dans le nord du Pays, a Hanoi. Il se concentre alors sur sa carrière de combattants de BJJ.
Le 21 mars 2015, il affronte lors du « Book of Matches », le Japonais Hisanori Kotani, dans un Super Fight de Grappling qu'il remporte par Soumission dans le troisième round.
Arnaud participe au célèbre Pan Asian de BJJ en Mai 2015. Il remporte la division « Absolute » en Master Ceinture Marron, Médaille d'Or en No Gi -79 kg Master 2, et Médaille d'Or en No Gi -79 kg, Médaille d'Argent en Gi Master 2.
The Game fait son retour a OneC le 27 septembre 2015 et affronte Vincent Latoel a 68 kg. C'est la première fois que Arnaud combat dans cette division. Arnaud domine le combat et on pense que l'arbitre va arrêter le combat dans les dernières secondes du premier round. Arnaud retourne au combat visiblement épuisé, et se fait arrêter par TKO au début du second round.
Arnaud subit une longue et traumatique expérience lors de son passage a l'hôpital en Indonésie. Son histoire fera le tour d'Internet.
Arnaud "The Game" Lepont reçoit sa ceinture noire de BJJ des mains de son professeur, Gael "Fox" Coadic (Black Belt 3e degree, élève de Mauricio Robbe de Almeida), en Novembre 2015; lors de son passage en Asie.
Arnaud est actuellement le responsable de l'Implantation des salles « UFC Gym » en Asie du Sud-Est et toujours sous contrat avec l'organisation One Championship.

## Palmarès
| 17 combats           | 12 victoires | 5 défaites |
| Par KO               | 2            | 2          |
| Par soumission       | 9            | 3          |
| Sur décision         | 0            | 0          |
| Par disqualification | 1            | 0          |

| Résultat | Record | Adversaire           | Événement                                  | Date              | Méthode                               | Round | Temps | Lieu                                          | Notes |
| Victoire | 12-5   | Richard Corminal     | One Championship - Immortal Pursuit        | 24 novembre 2017  | Soumission (Arm-Triangle choke)       | 1     | 3:16  | Kallang, Singapour                            |       |
| Défaite  | 11-5   | Vincent Latoel       | One Championship 31 - Odyssey of Champions | 27 septembre 2015 | TKO (coups de poing et de soccer)     | 2     | 0:15  | Jakarta, Indonésie                            |       |
| Victoire | 11-4   | Suasday Chau         | ONE FC 20: Rise of the Kingdom             | 12 septembre 2014 | TKO (coudes et poings)                | 1     | 2:21  | Phnom Penh, Cambodge                          |       |
| Défaite  | 10-4   | Kotetsu Boku         | ONE FC 14: War of Nations                  | 14 mars 2014      | KO (poings)                           | 1     | 4:07  | Kuala Lumpur, Malaisie                        |       |
| Défaite  | 10-3   | Eddie Ng             | ONE FC 8: Kings and Champions              | 5 avril 2013      | Soumission (armbar)                   | 2     | 4:45  | Kallang, Singapour                            |       |
| Défaite  | 10-2   | Shinya Aoki          | ONE FC 6: Rise of Kings                    | 6 octobre 2012    | Soumission technique (triangle choke) | 1     | 1:25  | Kallang, Singapour                            |       |
| Victoire | 10-1   | Brian Choi           | ONE FC 4: Destiny of warriors              | 23 juin 2012      | Soumisison (rear-naked choke)         | 3     | 1:38  | Kuala Lumpur, Malaisie                        |       |
| Victoire | 9-1    | Krysztof Hajtalowicz | Dare Fight Sports 2/12                     | 17 mars 2012      | Soumission (guillotine choke)         | 1     | N/A   | Bangkok, Thaïlande                            |       |
| Victoire | 8-1    | Jian Kai Chee        | Dare Fight Sports 1/11                     | 25 juin 2011      | Soumission (poings)                   | 1     | 1:10  | Bangkok, Thaïlande                            |       |
| Victoire | 7-1    | Set McDowell         | Gods of War 4: The Reckoning               | 11 juillet 2009   | Disqualification                      | 2     | N/A   | Baumholder, Rhénanie-Palatinat, Allemagne     |       |
| Victoire | 6-1    | Christophe Chapuis   | Shooto: Belgique                           | 27 juin 2009      | Soumission (triangle choke)           | 1     | N/A   | Charleroi, Belgique                           |       |
| Victoire | 5-1    | Daniel Schob         | Gods of War 3: Into the storm              | 20 septembre 2008 | TKO                                   | 1     | 0:26  | Kaiserslautern, Rhénanie-Palatinat, Allemagne |       |
| Défaite  | 4-1    | Samuel Judes         | Knock Out Championship 2                   | 19 avril 2008     | Soumission (armbar)                   | 2     | 4:35  | Cognac, Charente, France                      |       |
| Victoire | 4-0    | Gilles Bourguignon   | Mix-Fight Yvelines Tournament              | 8 décembre 2007   | Soumission (heel hook)                | N/A   | N/A   | Yvelines, France                              |       |
| Victoire | 3-0    | Michael Mullineaux   | Gods of War: Rise of the warriors          | 28 juillet 2007   | Soumission (armbar)                   | 1     | N/A   | Allemagne                                     |       |
| Victoire | 2-0    | Thierry Lecourt      | Knock Out Championship 1                   | 12 mai 2007       | Soumission (leglock)                  | 1     | 0:46  | France                                        |       |
| Victoire | 1-0    | Gary Decorde         | Pancrase Fighting Association              | 22 octobre 2005   | Soumission (armbar)                   | 2     | 0:36  | Frênes, Orne, France                          |       |